# Trufa de chocolate

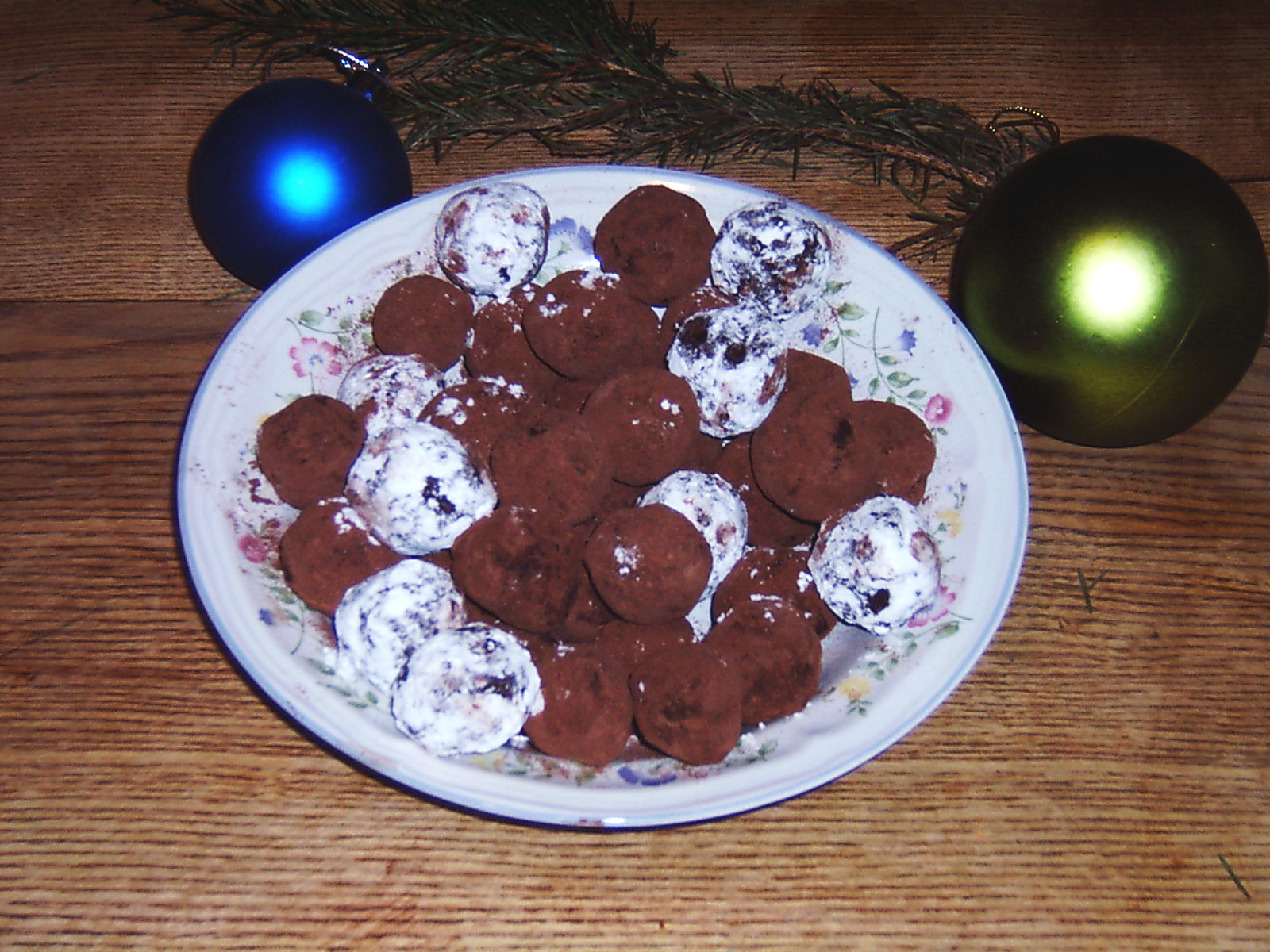
Un plato de trufas de chocolate recubiertas de cacao en polvo y azúcar glas.

La trufa de chocolate (truffe en chocolat) es un dulce francés con aspecto y sabor similar al bombón pero elaborado con una mezcla de chocolate negro fundido (tipo fondant), mantequilla, azúcar glas, yema de huevo y a veces crema de leche.
Se atribuye su creación al pastelero Louis Dufour en la ciudad de Chambéry. Su nombre se origina en su aspecto exterior que asemeja a un hongo subterráneo, utilizado para dar sabor en gastronomía.

## Etimología
Fue llamada trufa porque la forma y la textura se parece mucho al de un hongo del mismo nombre. En Norteamérica, el término “trufa” se utiliza de forma muy liberal y los chocolates llamados trufas son típicamente redondos y de forma de montaña con un centro rico y liso de chocolate, hecho de polvo o crema de cacao puro (o ambas cosas), se le unta una crema, preferiblemente una elaborada a base de mantequilla fina y finísimo azúcar y galleta. En Bélgica se denominan ganache.